# Deurintercom

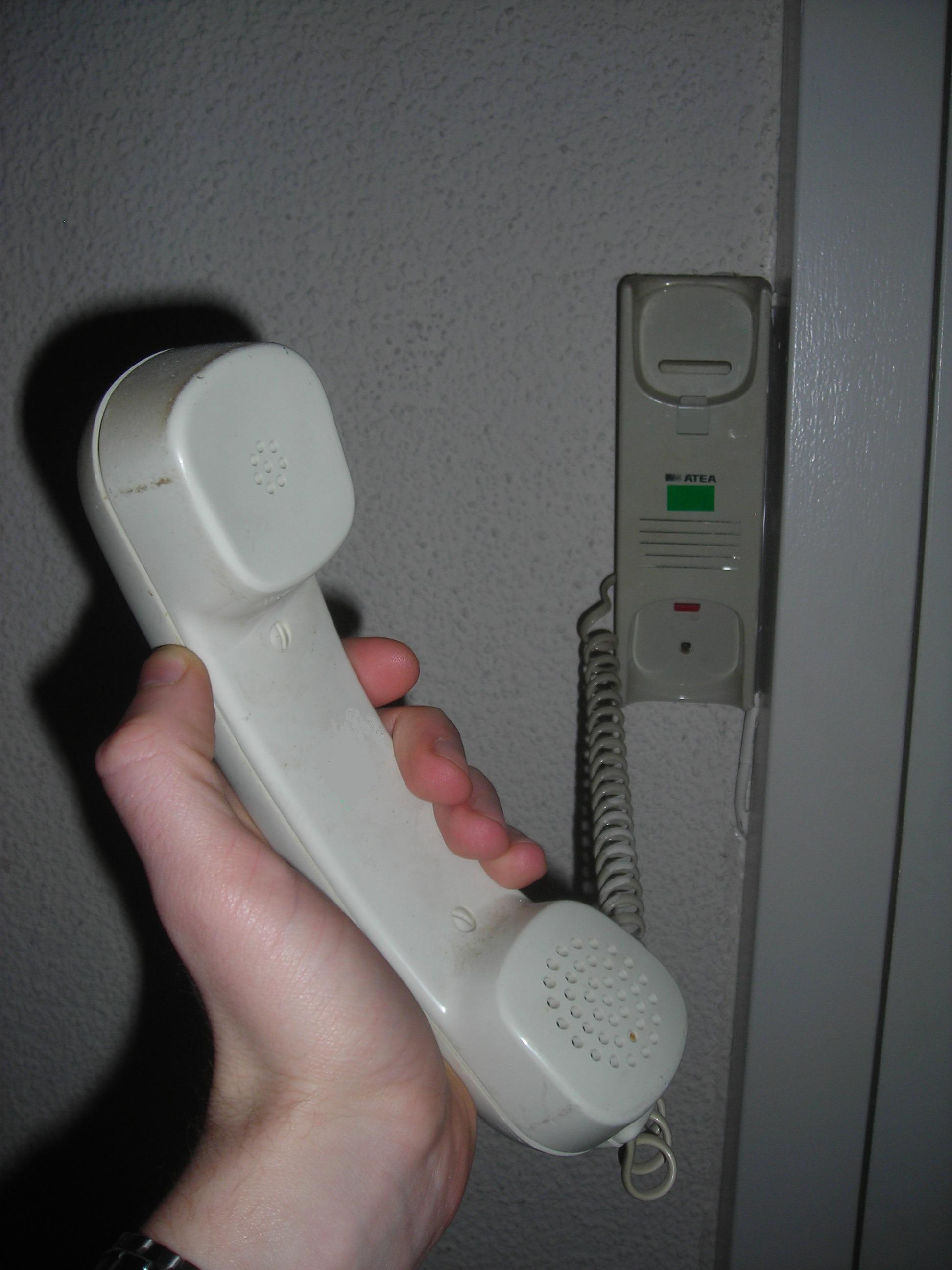
Een deurintercom in een flat

Een deurintercom of parlofoon is een systeem waarmee op afstand kan worden gecontroleerd wie er heeft aangebeld. Het systeem wordt vaak toegepast in flats en appartementencomplexen, waar de bewoners door de omvang van het gebouw niet kunnen zien wie er beneden aanbelt. Het wordt ook gebruikt wanneer een huis of appartementencomplex is voorzien van een toegangshek.

## Werking
Meestal wordt gebruikgemaakt van een systeem waarmee in twee richtingen kan worden gecommuniceerd. Nadat is aangebeld, kan de bewoner spreken met degene die aan de deur of bij het hek staat. Indien de bewoner de bezoeker toegang wil verlenen, drukt hij op een knop om deur of hek op afstand te openen. Moderne systemen zijn vaak voorzien van een videocamera waardoor de bewoner ook kan zien wie heeft aangebeld.
Soms is een deurintercom geïntegreerd met een huistelefooncentrale. Een bewoner kan dan vanaf een willekeurig telefoontoestel met de bezoeker spreken en de deur openen.
Er zijn ook deurintercoms die zijn te bedienen via een smartphone of tablet. Hiervoor dient een speciale app te worden geïnstalleerd, waarmee de intercom kan worden bediend. Via deze app is dan ook te zien wie er aanbelt. 